# 김희문
김희문(1955년 10월 15일 ~ )은 대한민국의 정치인이다. 제42대 봉화군수를 역임했다.

## 전과
- 뇌물공여, 변호사법위반: 벌금 2,000,000원 - 1990년 2월 27일[1]
- 특정범죄가중처벌등에관한법률위반(도주차량), 도로교통법위반, 도로교통법위반(음주운전): 벌금 7,000,000원 - 2006년 2월 7일 선고[1]
- 정치자금법위반, 공직선거법위반: 징역 1년 - 2006년 8월 25일 선고[1]

## 역대 선거 결과
|  | 0% |

|  | 73.44% |

|  | 43.63% |